# Hexalectris parviflora
Hexalectris parviflora är en orkidéart som beskrevs av Louis Otho Otto Williams. Hexalectris parviflora ingår i släktet Hexalectris och familjen orkidéer. Inga underarter finns listade i Catalogue of Life.